# Носа-Сеньора-дас-Дорис (микрорегион)

Носа-Сеньора-дас-Дорис на карте.

Носа-Сеньора-дас-Дорис (порт. Microrregião de Nossa Senhora das Dores) — микрорегион в Бразилии, входит в штат Сержипи. Составная часть мезорегиона Сельскохозяйственный район штата Сержипи. 
Население составляет 	62 947	 человек (на 2010 год). Площадь — 	1 254,211	 км². Плотность населения — 	50,19	 чел./км².

## Демография
Согласно сведениям, собранным в ходе переписи 2010 г. Национальным институтом географии и статистики (IBGE), население микрорегиона составляет:						
| Полное население                             | Полное население                             | Полное население                             | Полное население                             | 62 947 |
| -------------------------------------------- | -------------------------------------------- | -------------------------------------------- | -------------------------------------------- | ------ |
| в том числе:                                 | Городское население                          | 36 390                                       | Процент городского населения, %              | 57,81  |
|                                              | Сельское население                           | 26 557                                       | Процент сельского населения, %               | 42,19  |
|                                              | Мужское население                            | 31 113                                       | Процент мужского населения, %                | 49,43  |
|                                              | Женское население                            | 31 834                                       | Процент женского населения, %                | 50,57  |
| Плотность населения, чел/км²                 | Плотность населения, чел/км²                 | Плотность населения, чел/км²                 | Плотность населения, чел/км²                 | 50,19  |
| Население микрорегиона в % к населению штата | Население микрорегиона в % к населению штата | Население микрорегиона в % к населению штата | Население микрорегиона в % к населению штата | 3,04   |

## Статистика
- Валовой внутренний продукт на 2004 составляет 178 646 173,00 реалов (данные: Бразильский институт географии и статистики).
- Валовой внутренний продукт на душу населения на 2004 составляет 2918,53 реалов (данные: Бразильский институт географии и статистики).
- Индекс развития человеческого потенциала на 2000 составляет 0,620 (данные: Программа развития ООН).

## Состав микрорегиона
В составе микрорегиона включены следующие муниципалитеты:
1. Акидабан
2. Кумби
3. Мальяда-дус-Бойс
4. Мурибека
5. Носа-Сеньора-дас-Дорис
6. Сан-Мигел-ду-Алейшу